# Зандбергер, Адольф
Адольф Зандбергер (нем. Adolf Sandberger; 19 декабря 1864, Вюрцбург — 14 января 1943, Мюнхен) — немецкий композитор и музыковед.

## Биография
Родился в Вюрцбурге 19 декабря 1864 года в семье Фридолина Зандбергера.
Изучал композицию в Вюрцбурге у Макса Мейера-Ольберслебена и в Мюнхене у Йозефа Райнбергера, затем прошёл курс музыковедения в берлинском Университете Фридриха Вильгельма под руководством Филиппа Шпитты (защитил диссертацию «Жизнь и труды музыковеда Петера Корнелиуса» (нем. Leben und Werke des Dichtermusikers Peter Cornelius; 1887).
С 1889 года работал в Баварской государственной библиотеке. В 1894 году получил хабилитацию и начал преподавание: с 1900 года — профессор истории музыки в Мюнхенском университете. Среди его учеников Карел Бернет-Кемперс, Альфред Эйнштейн, Оскар Соннек, Оскар Риземан, Бруно Штебляйн, Лео Шраде, Вернера Эгка и другие.
С 1912 года — действительный член Баварской академии наук.
Написал ряд романсов, хоров, сонат, квартетов, симфонический пролог «Riccio», симфоническую поэму «Viola», оперу «Людвиг Прыгун» (нем. Ludwig der Springer) и др.
Зандбергер был одним из основателей Общества по собиранию музыкальных памятников Баварии и редактором (до 1932 года) его многотомного издательского проекта. Он редактировал выходившее в 1894—1927 годах собрание сочинений Орландо ди Лассо (открывшееся в 1894 году написанной Зандбергером биографией Лассо) и издававшийся в 1924—1942 годах Новый бетховенский ежегодник.
В эссе 1930 года «Der Vollbart als Harfe» Эрнст Блох раскритиковал эссе Зандбергера «Наследие Бетховена — крепость немецкой культуры» (нем. Das Erbe Beethovens – Ein Hort deutscher Kultur), название которого, по мнению Блоха, «вычурное и в то же время безвкусное, короткое и совершенно лживое». Для Блоха текст Зандбергера является примером «местного газетного языка на новобаварской почве; он искоренил истинную культуру, которая когда-то была в Мюнхене».
Среди других музыковедческих трудов Зандбергера — сочинение об опере Эмманюэля Шабрие «Гвендолина» (1892), «К истории гайдновских струнных квартетов» (нем. Zur Geschichte des Haydn’schen Streichquartetts; 1899) и др.
В 1939 году был награждён медалью Гёте за искусство и науку.
Умер 14 января 1943 года в Мюнхене. Похоронен на кладбище Вальдфридхоф.